# لييج-باستون-لييج للسيدات 2022
لييج-باستون-لييج للسيدات 2022 (بالفرنسية: Liège-Bastogne-Liège féminin 2022) هو سباق دراجات هوائية، وهو الموسم السادس من لييج-باستون-لييج للسيدات، وأقيم في 24 أبريل 2022 ضمن سباقات طواف العالم للدراجات للسيدات 2022.
فاز بالمركز الأول أنيميك فان فليوتن، وبالمركز الثاني غريس براون، وبالمركز الثالث ديمي فوليرينغ.

## الفرق
| فرق سيدات عالمية (14)- Liv AlUla Jayco ‏ - كانيون–إس آر إيه إم ريسينغ 2022 ‏ - EF Education–Tibco–SVB ‏ - FDJ–Suez ‏ - رالي سايكلنج 2022 ‏ - جامبو فيسما للسيدات 2022 ‏ - ليف ريسينغ 2022 ‏ - موفيستار للسيدات 2022 ‏ - فريق رولان كوجياس إديلويس 2022 ‏ - فريق سنويب للسيدات 2022 ‏ - إس دي وركس 2022 ‏ - Lidl–Trek (women's team) ‏ - يو أي أيه تيم 2022 ‏ - فريق أونو إكس برو للدراجات للسيدات 2022 ‏ فرق دراجات قارية سيدات (10)- Andy Schleck–CP NVST–Immo Losch ‏ - اركيا للسيدات 2022 ‏ - بيبينك 2022 ‏ - بنجوال شوفالمير-فان إيك سبورت 2022 ‏ - Cofidis Women Team ‏ - لي كول واهو 2022 ‏ - لوتو سودال للسيدات 2022 ‏ - باركهوتل فالكنبورغ 2022 ‏ - بلانتور بورا 2022 ‏ - فالكار ترافل سيرفس 2022 ‏ |  |
| |  |

## المشاركون
| إس دي وركس ‏ SDW | إس دي وركس ‏ SDW             | إس دي وركس ‏ SDW |
| --------------- | --------------------------- | --------------- |
| م               | عداء                        | مرتبة           |
| 1               | ديمي فوليرينغ               | 3               |
| 2               | Niamh Fisher-Black ‏         | 18              |
| 3               | آشلي مولمان                 | 4               |
| 4               | مارلين رويسر (طريق)         | 21              |
| 5               | Chantal van den Broek-Blaak | لم يكمل السباق  |
| 6               | Blanka Vas ‏ (طريق)          | 30              |

| موفيستار للسيدات ‏ MOV | موفيستار للسيدات ‏ MOV         | موفيستار للسيدات ‏ MOV |
| --------------------- | ----------------------------- | --------------------- |
| م                     | عداء                          | مرتبة                 |
| 11                    | أنيميك فان فليوتن             | 1                     |
| 12                    | Katrine Aalerud ‏              | 51                    |
| 13                    | Jelena Erić (cyclist) ‏ (طريق) | لم يكمل السباق        |
| 14                    | سارا مارتين                   | 27                    |
| 15                    | Paula Patiño ‏                 | 35                    |
| 16                    | أرلينيس سيرا                  | 7                     |

| Lidl–Trek (women's team) ‏ TFS | Lidl–Trek (women's team) ‏ TFS | Lidl–Trek (women's team) ‏ TFS |
| ----------------------------- | ----------------------------- | ----------------------------- |
| م                             | عداء                          | مرتبة                         |
| 21                            | إليسا ونغو بورغيني (طريق)     | 5                             |
| 22                            | لوسيندا براند                 | 40                            |
| 23                            | Audrey Cordon-Ragot           | لم يكمل السباق                |
| 24                            | ليا توماس                     | 23                            |
| 25                            | شيرين فان أنروي               | 16                            |
| 26                            | تايلر وايلز                   | لم يكمل السباق                |

| كانيون–إس آر إيه إم ‏ CSR | كانيون–إس آر إيه إم ‏ CSR | كانيون–إس آر إيه إم ‏ CSR |
| ------------------------ | ------------------------ | ------------------------ |
| م                        | عداء                     | مرتبة                    |
| 31                       | كاتارزينا نيفيادوما      | 9                        |
| 32                       | ألينا أمياليوسيك         | 48                       |
| 33                       | Elise Chabbey ‏           | 29                       |
| 34                       | Mikayla Harvey ‏          | 50                       |
| 35                       | ثريا بالادين             | 15                       |
| 36                       | Pauliena Rooijakkers ‏    | 11                       |

| جامبو فيسما للسيدات ‏ TJV | جامبو فيسما للسيدات ‏ TJV | جامبو فيسما للسيدات ‏ TJV |
| ------------------------ | ------------------------ | ------------------------ |
| م                        | عداء                     | مرتبة                    |
| 41                       | أنوسكا كوستر             | 14                       |
| 42                       | آنا هندرسون              | 22                       |
| 43                       | Amber Kraak ‏             | 38                       |
| 44                       | Aafke Soet ‏              | 65                       |

| FDJ–Suez ‏ FSF | FDJ–Suez ‏ FSF       | FDJ–Suez ‏ FSF  |
| ------------- | ------------------- | -------------- |
| م             | عداء                | مرتبة          |
| 51            | مارتا كافالي        | 6              |
| 52            | Stine Borgli ‏       | لم يكمل السباق |
| 53            | غريس براون          | 2              |
| 54            | برودي شابمان        | 58             |
| 55            | Évita Muzic ‏ (طريق) | 20             |
| 56            | جادي فيل            | 74             |

| Liv AlUla Jayco ‏ BEX | Liv AlUla Jayco ‏ BEX | Liv AlUla Jayco ‏ BEX |
| -------------------- | -------------------- | -------------------- |
| م                    | عداء                 | مرتبة                |
| 61                   | أماندا سبرات         | 10                   |

| بدون فريق ___ | بدون فريق ___ | بدون فريق ___  |
| ------------- | ------------- | -------------- |
| م             | عداء          | مرتبة          |
| 62            | جيسيكا ألين   | لم يكمل السباق |

| Liv AlUla Jayco ‏ BEX | Liv AlUla Jayco ‏ BEX | Liv AlUla Jayco ‏ BEX |
| -------------------- | -------------------- | -------------------- |
| م                    | عداء                 | مرتبة                |
| 63                   | نينا كيسلر           | OTL                  |
| 64                   | Alexandra Manly ‏     | 33                   |
| 65                   | أني سانستيبان        | 17                   |
| 66                   | جورجيا وليامز        | 49                   |

| يو أي أيه تيم ‏ UAD | يو أي أيه تيم ‏ UAD              | يو أي أيه تيم ‏ UAD |
| ------------------ | ------------------------------- | ------------------ |
| م                  | عداء                            | مرتبة              |
| 71                 | مارغريتا فيكتوريا غارسيا (طريق) | 13                 |
| 72                 | صوفيا بيرتيزولو                 | 57                 |
| 73                 | يوجينة بوجاك (طريق)             | 60                 |
| 74                 | إيريكا ماجندي                   | 37                 |
| 75                 | Urša Pintar ‏                    | 24                 |
| 76                 | Linda Zanetti ‏                  | لم يكمل السباق     |

| فريق سنويب للسيدات ‏ DSM | فريق سنويب للسيدات ‏ DSM | فريق سنويب للسيدات ‏ DSM |
| ----------------------- | ----------------------- | ----------------------- |
| م                       | عداء                    | مرتبة                   |
| 81                      | ليان ليبرت              | 8                       |
| 82                      | Francesca Barale ‏       | 64                      |
| 83                      | Léa Curinier ‏           | OTL                     |
| 84                      | ليا كيرشمان             | 31                      |
| 85                      | جولييت لابوس            | 12                      |
| 86                      | فلورتجي ماكايج          | 52                      |

| EF Education–Tibco–SVB ‏ TIB | EF Education–Tibco–SVB ‏ TIB | EF Education–Tibco–SVB ‏ TIB |
| --------------------------- | --------------------------- | --------------------------- |
| م                           | عداء                        | مرتبة                       |
| 91                          | Kathrin Hammes ‏             | 39                          |
| 92                          | Clara Honsinger ‏            | 28                          |
| 93                          | لورين ستيفنز (طريق)         | 62                          |
| 94                          | Magdeleine Vallieres ‏       | 63                          |

| ليف ريسينغ ‏ LIV | ليف ريسينغ ‏ LIV      | ليف ريسينغ ‏ LIV |
| --------------- | -------------------- | --------------- |
| م               | عداء                 | مرتبة           |
| 101             | أليسون جاكسون (طريق) | 61              |
| 102             | Marta Jaskulska ‏     | 73              |
| 103             | Jeanne Korevaar ‏     | 77              |
| 104             | Katia Ragusa ‏        | لم يكمل السباق  |
| 105             | Quinty Ton ‏          | 55              |

| فريق أونو إكس برو للدراجات للسيدات ‏ UXT | فريق أونو إكس برو للدراجات للسيدات ‏ UXT | فريق أونو إكس برو للدراجات للسيدات ‏ UXT |
| --------------------------------------- | --------------------------------------- | --------------------------------------- |
| م                                       | عداء                                    | مرتبة                                   |
| 111                                     | Joss Lowden ‏                            | 44                                      |
| 112                                     | Anniina Ahtosalo ‏                       | لم يكمل السباق                          |
| 113                                     | هانا بارنز                              | 78                                      |
| 114                                     | هانا لودفيغ                             | 45                                      |
| 115                                     | Mie Bjørndal Ottestad ‏                  | 53                                      |
| 116                                     | NOR                                     | OTL                                     |

| رالي سايكلنج ‏ HPW | رالي سايكلنج ‏ HPW   | رالي سايكلنج ‏ HPW |
| ----------------- | ------------------- | ----------------- |
| م                 | عداء                | مرتبة             |
| 121               | Nina Buijsman ‏      | 68                |
| 122               | Henrietta Christie ‏ | لم يكمل السباق    |
| 123               | Katie Clouse ‏       | لم يكمل السباق    |
| 124               | Barbara Malcotti ‏   | لم يكمل السباق    |
| 125               | Eri Yonamine ‏       | 76                |

| فريق كوجياس ميتلر لوك برو للدراجات ‏ CGS | فريق كوجياس ميتلر لوك برو للدراجات ‏ CGS | فريق كوجياس ميتلر لوك برو للدراجات ‏ CGS |
| --------------------------------------- | --------------------------------------- | --------------------------------------- |
| م                                       | عداء                                    | مرتبة                                   |
| 131                                     | تمارا بالابولينا ‏                       | 42                                      |
| 132                                     | GER                                     | لم يكمل السباق                          |
| 133                                     | Rotem Gafinovitz ‏                       | OTL                                     |
| 134                                     | SUI                                     | لم يكمل السباق                          |
| 135                                     | Petra Stiasny ‏                          | OTL                                     |

| فالكار سيلانس ‏ VAL | فالكار سيلانس ‏ VAL     | فالكار سيلانس ‏ VAL |
| ------------------ | ---------------------- | ------------------ |
| م                  | عداء                   | مرتبة              |
| 141                | Olivia Baril ‏          | 36                 |
| 142                | Anastasia Carbonari ‏   | 70                 |
| 143                | ITA                    | OTL                |
| 144                | Federica Piergiovanni ‏ | OTL                |
| 145                | Elizabeth Stannard ‏    | 75                 |

| باركهوتل فالكنبورغ ‏ PHV | باركهوتل فالكنبورغ ‏ PHV | باركهوتل فالكنبورغ ‏ PHV |
| ----------------------- | ----------------------- | ----------------------- |
| م                       | عداء                    | مرتبة                   |
| 151                     | Mischa Bredewold ‏       | 59                      |
| 152                     | Belle de Gast ‏          | لم يكمل السباق          |
| 153                     | Femke Gerritse ‏         | 69                      |
| 154                     | Quinty Schoens ‏         | 46                      |
| 155                     | كيرستي فان هافتن        | لم يكمل السباق          |
| 156                     | NED                     | OTL                     |

| بلانتور بورا سيلينج تيم ‏ PLP | بلانتور بورا سيلينج تيم ‏ PLP | بلانتور بورا سيلينج تيم ‏ PLP |
| ---------------------------- | ---------------------------- | ---------------------------- |
| م                            | عداء                         | مرتبة                        |
| 161                          | Yara Kastelijn ‏              | 19                           |
| 162                          | Millie Couzens ‏              | لم يكمل السباق               |
| 163                          | Kiona Crabbé ‏                | OTL                          |
| 164                          | Julie Van de Velde ‏          | 26                           |
| 165                          | إنج فان دير هيدين            | لم يكمل السباق               |

| دروبز ‏ DRP | دروبز ‏ DRP          | دروبز ‏ DRP     |
| ---------- | ------------------- | -------------- |
| م          | عداء                | مرتبة          |
| 171        | آنا كريستيان ‏       | لم يكمل السباق |
| 172        | إليزابيث هولدن      | 43             |
| 173        | Flora Perkins ‏      | OTL            |
| 174        | Alice Towers ‏       | 71             |
| 175        | Jesse Vandenbulcke ‏ | OTL            |

| اركيا للسيدات ‏ ARK | اركيا للسيدات ‏ ARK  | اركيا للسيدات ‏ ARK |
| ------------------ | ------------------- | ------------------ |
| م                  | عداء                | مرتبة              |
| 181                | Morgane Coston ‏     | 32                 |
| 182                | بولين ألين          | لم يكمل السباق     |
| 183                | Yuliia Biriukova ‏   | 41                 |
| 184                | Amandine Fouquenet ‏ | لم يكمل السباق     |
| 185                | Typhaine Laurance ‏  | لم يكمل السباق     |
| 186                | Anaïs Morichon ‏     | 34                 |

| لوتو بيليسول للسيدات ‏ LSL | لوتو بيليسول للسيدات ‏ LSL | لوتو بيليسول للسيدات ‏ LSL |
| ------------------------- | ------------------------- | ------------------------- |
| م                         | عداء                      | مرتبة                     |
| 191                       | NED                       | 66                        |
| 192                       | BEL                       | لم يكمل السباق            |
| 193                       | Mieke Docx ‏               | 67                        |
| 194                       | BEL                       | لم يكمل السباق            |
| 195                       | Elise vander Sande‏        | لم يكمل السباق            |
| 196                       | Kylie Waterreus ‏          | لم يكمل السباق            |

| Cofidis Women Team ‏ COF | Cofidis Women Team ‏ COF  | Cofidis Women Team ‏ COF |
| ----------------------- | ------------------------ | ----------------------- |
| م                       | عداء                     | مرتبة                   |
| 201                     | Sandra Levenez ‏          | 25                      |
| 202                     | Alana Castrique ‏         | OTL                     |
| 203                     | Cédrine Kerbaol ‏         | 54                      |
| 204                     | Rachel Neylan ‏           | 47                      |
| 205                     | Gabrielle Pilote Fortin ‏ | لم يكمل السباق          |

| بنجوال شوفالمير ‏ BCV | بنجوال شوفالمير ‏ BCV | بنجوال شوفالمير ‏ BCV |
| -------------------- | -------------------- | -------------------- |
| م                    | عداء                 | مرتبة                |
| 211                  | Lotte Claes ‏         | 56                   |
| 212                  | Lenny Druyts ‏        | لم يكمل السباق       |
| 213                  | Olha Kulynych ‏       | OTL                  |
| 214                  | BEL                  | لم يكمل السباق       |

| بيبينك ‏ BPK | بيبينك ‏ BPK      | بيبينك ‏ BPK    |
| ----------- | ---------------- | -------------- |
| م           | عداء             | مرتبة          |
| 221         | ITA              | لم يكمل السباق |
| 222         | ITA              | لم يكمل السباق |
| 223         | Markéta Hájková ‏ | OTL            |
| 224         | ITA              | OTL            |
| 226         | Matilde Vitillo ‏ | OTL            |

| Andy Schleck–CP NVST–Immo Losch ‏ ASC | Andy Schleck–CP NVST–Immo Losch ‏ ASC | Andy Schleck–CP NVST–Immo Losch ‏ ASC |
| ------------------------------------ | ------------------------------------ | ------------------------------------ |
| م                                    | عداء                                 | مرتبة                                |
| 231                                  | Maite Barthels ‏                      | لم يكمل السباق                       |
| 232                                  | Nina Berton ‏                         | 72                                   |
| 233                                  | LUX                                  | OTL                                  |
| 234                                  | Zsófia Szabó ‏                        | لم يكمل السباق                       |

| إس دي وركس ‏ SDW | إس دي وركس ‏ SDW             | إس دي وركس ‏ SDW |
| --------------- | --------------------------- | --------------- |
| م               | عداء                        | مرتبة           |
| 1               | ديمي فوليرينغ               | 3               |
| 2               | Niamh Fisher-Black ‏         | 18              |
| 3               | آشلي مولمان                 | 4               |
| 4               | مارلين رويسر (طريق)         | 21              |
| 5               | Chantal van den Broek-Blaak | لم يكمل السباق  |
| 6               | Blanka Vas ‏ (طريق)          | 30              |

| موفيستار للسيدات ‏ MOV | موفيستار للسيدات ‏ MOV         | موفيستار للسيدات ‏ MOV |
| --------------------- | ----------------------------- | --------------------- |
| م                     | عداء                          | مرتبة                 |
| 11                    | أنيميك فان فليوتن             | 1                     |
| 12                    | Katrine Aalerud ‏              | 51                    |
| 13                    | Jelena Erić (cyclist) ‏ (طريق) | لم يكمل السباق        |
| 14                    | سارا مارتين                   | 27                    |
| 15                    | Paula Patiño ‏                 | 35                    |
| 16                    | أرلينيس سيرا                  | 7                     |

| Lidl–Trek (women's team) ‏ TFS | Lidl–Trek (women's team) ‏ TFS | Lidl–Trek (women's team) ‏ TFS |
| ----------------------------- | ----------------------------- | ----------------------------- |
| م                             | عداء                          | مرتبة                         |
| 21                            | إليسا ونغو بورغيني (طريق)     | 5                             |
| 22                            | لوسيندا براند                 | 40                            |
| 23                            | Audrey Cordon-Ragot           | لم يكمل السباق                |
| 24                            | ليا توماس                     | 23                            |
| 25                            | شيرين فان أنروي               | 16                            |
| 26                            | تايلر وايلز                   | لم يكمل السباق                |

| كانيون–إس آر إيه إم ‏ CSR | كانيون–إس آر إيه إم ‏ CSR | كانيون–إس آر إيه إم ‏ CSR |
| ------------------------ | ------------------------ | ------------------------ |
| م                        | عداء                     | مرتبة                    |
| 31                       | كاتارزينا نيفيادوما      | 9                        |
| 32                       | ألينا أمياليوسيك         | 48                       |
| 33                       | Elise Chabbey ‏           | 29                       |
| 34                       | Mikayla Harvey ‏          | 50                       |
| 35                       | ثريا بالادين             | 15                       |
| 36                       | Pauliena Rooijakkers ‏    | 11                       |

| جامبو فيسما للسيدات ‏ TJV | جامبو فيسما للسيدات ‏ TJV | جامبو فيسما للسيدات ‏ TJV |
| ------------------------ | ------------------------ | ------------------------ |
| م                        | عداء                     | مرتبة                    |
| 41                       | أنوسكا كوستر             | 14                       |
| 42                       | آنا هندرسون              | 22                       |
| 43                       | Amber Kraak ‏             | 38                       |
| 44                       | Aafke Soet ‏              | 65                       |

| FDJ–Suez ‏ FSF | FDJ–Suez ‏ FSF       | FDJ–Suez ‏ FSF  |
| ------------- | ------------------- | -------------- |
| م             | عداء                | مرتبة          |
| 51            | مارتا كافالي        | 6              |
| 52            | Stine Borgli ‏       | لم يكمل السباق |
| 53            | غريس براون          | 2              |
| 54            | برودي شابمان        | 58             |
| 55            | Évita Muzic ‏ (طريق) | 20             |
| 56            | جادي فيل            | 74             |

| Liv AlUla Jayco ‏ BEX | Liv AlUla Jayco ‏ BEX | Liv AlUla Jayco ‏ BEX |
| -------------------- | -------------------- | -------------------- |
| م                    | عداء                 | مرتبة                |
| 61                   | أماندا سبرات         | 10                   |

| بدون فريق ___ | بدون فريق ___ | بدون فريق ___  |
| ------------- | ------------- | -------------- |
| م             | عداء          | مرتبة          |
| 62            | جيسيكا ألين   | لم يكمل السباق |

| Liv AlUla Jayco ‏ BEX | Liv AlUla Jayco ‏ BEX | Liv AlUla Jayco ‏ BEX |
| -------------------- | -------------------- | -------------------- |
| م                    | عداء                 | مرتبة                |
| 63                   | نينا كيسلر           | OTL                  |
| 64                   | Alexandra Manly ‏     | 33                   |
| 65                   | أني سانستيبان        | 17                   |
| 66                   | جورجيا وليامز        | 49                   |

| يو أي أيه تيم ‏ UAD | يو أي أيه تيم ‏ UAD              | يو أي أيه تيم ‏ UAD |
| ------------------ | ------------------------------- | ------------------ |
| م                  | عداء                            | مرتبة              |
| 71                 | مارغريتا فيكتوريا غارسيا (طريق) | 13                 |
| 72                 | صوفيا بيرتيزولو                 | 57                 |
| 73                 | يوجينة بوجاك (طريق)             | 60                 |
| 74                 | إيريكا ماجندي                   | 37                 |
| 75                 | Urša Pintar ‏                    | 24                 |
| 76                 | Linda Zanetti ‏                  | لم يكمل السباق     |

| فريق سنويب للسيدات ‏ DSM | فريق سنويب للسيدات ‏ DSM | فريق سنويب للسيدات ‏ DSM |
| ----------------------- | ----------------------- | ----------------------- |
| م                       | عداء                    | مرتبة                   |
| 81                      | ليان ليبرت              | 8                       |
| 82                      | Francesca Barale ‏       | 64                      |
| 83                      | Léa Curinier ‏           | OTL                     |
| 84                      | ليا كيرشمان             | 31                      |
| 85                      | جولييت لابوس            | 12                      |
| 86                      | فلورتجي ماكايج          | 52                      |

| EF Education–Tibco–SVB ‏ TIB | EF Education–Tibco–SVB ‏ TIB | EF Education–Tibco–SVB ‏ TIB |
| --------------------------- | --------------------------- | --------------------------- |
| م                           | عداء                        | مرتبة                       |
| 91                          | Kathrin Hammes ‏             | 39                          |
| 92                          | Clara Honsinger ‏            | 28                          |
| 93                          | لورين ستيفنز (طريق)         | 62                          |
| 94                          | Magdeleine Vallieres ‏       | 63                          |

| ليف ريسينغ ‏ LIV | ليف ريسينغ ‏ LIV      | ليف ريسينغ ‏ LIV |
| --------------- | -------------------- | --------------- |
| م               | عداء                 | مرتبة           |
| 101             | أليسون جاكسون (طريق) | 61              |
| 102             | Marta Jaskulska ‏     | 73              |
| 103             | Jeanne Korevaar ‏     | 77              |
| 104             | Katia Ragusa ‏        | لم يكمل السباق  |
| 105             | Quinty Ton ‏          | 55              |

| فريق أونو إكس برو للدراجات للسيدات ‏ UXT | فريق أونو إكس برو للدراجات للسيدات ‏ UXT | فريق أونو إكس برو للدراجات للسيدات ‏ UXT |
| --------------------------------------- | --------------------------------------- | --------------------------------------- |
| م                                       | عداء                                    | مرتبة                                   |
| 111                                     | Joss Lowden ‏                            | 44                                      |
| 112                                     | Anniina Ahtosalo ‏                       | لم يكمل السباق                          |
| 113                                     | هانا بارنز                              | 78                                      |
| 114                                     | هانا لودفيغ                             | 45                                      |
| 115                                     | Mie Bjørndal Ottestad ‏                  | 53                                      |
| 116                                     | NOR                                     | OTL                                     |

| رالي سايكلنج ‏ HPW | رالي سايكلنج ‏ HPW   | رالي سايكلنج ‏ HPW |
| ----------------- | ------------------- | ----------------- |
| م                 | عداء                | مرتبة             |
| 121               | Nina Buijsman ‏      | 68                |
| 122               | Henrietta Christie ‏ | لم يكمل السباق    |
| 123               | Katie Clouse ‏       | لم يكمل السباق    |
| 124               | Barbara Malcotti ‏   | لم يكمل السباق    |
| 125               | Eri Yonamine ‏       | 76                |

| فريق كوجياس ميتلر لوك برو للدراجات ‏ CGS | فريق كوجياس ميتلر لوك برو للدراجات ‏ CGS | فريق كوجياس ميتلر لوك برو للدراجات ‏ CGS |
| --------------------------------------- | --------------------------------------- | --------------------------------------- |
| م                                       | عداء                                    | مرتبة                                   |
| 131                                     | تمارا بالابولينا ‏                       | 42                                      |
| 132                                     | GER                                     | لم يكمل السباق                          |
| 133                                     | Rotem Gafinovitz ‏                       | OTL                                     |
| 134                                     | SUI                                     | لم يكمل السباق                          |
| 135                                     | Petra Stiasny ‏                          | OTL                                     |

| فالكار سيلانس ‏ VAL | فالكار سيلانس ‏ VAL     | فالكار سيلانس ‏ VAL |
| ------------------ | ---------------------- | ------------------ |
| م                  | عداء                   | مرتبة              |
| 141                | Olivia Baril ‏          | 36                 |
| 142                | Anastasia Carbonari ‏   | 70                 |
| 143                | ITA                    | OTL                |
| 144                | Federica Piergiovanni ‏ | OTL                |
| 145                | Elizabeth Stannard ‏    | 75                 |

| باركهوتل فالكنبورغ ‏ PHV | باركهوتل فالكنبورغ ‏ PHV | باركهوتل فالكنبورغ ‏ PHV |
| ----------------------- | ----------------------- | ----------------------- |
| م                       | عداء                    | مرتبة                   |
| 151                     | Mischa Bredewold ‏       | 59                      |
| 152                     | Belle de Gast ‏          | لم يكمل السباق          |
| 153                     | Femke Gerritse ‏         | 69                      |
| 154                     | Quinty Schoens ‏         | 46                      |
| 155                     | كيرستي فان هافتن        | لم يكمل السباق          |
| 156                     | NED                     | OTL                     |

| بلانتور بورا سيلينج تيم ‏ PLP | بلانتور بورا سيلينج تيم ‏ PLP | بلانتور بورا سيلينج تيم ‏ PLP |
| ---------------------------- | ---------------------------- | ---------------------------- |
| م                            | عداء                         | مرتبة                        |
| 161                          | Yara Kastelijn ‏              | 19                           |
| 162                          | Millie Couzens ‏              | لم يكمل السباق               |
| 163                          | Kiona Crabbé ‏                | OTL                          |
| 164                          | Julie Van de Velde ‏          | 26                           |
| 165                          | إنج فان دير هيدين            | لم يكمل السباق               |

| دروبز ‏ DRP | دروبز ‏ DRP          | دروبز ‏ DRP     |
| ---------- | ------------------- | -------------- |
| م          | عداء                | مرتبة          |
| 171        | آنا كريستيان ‏       | لم يكمل السباق |
| 172        | إليزابيث هولدن      | 43             |
| 173        | Flora Perkins ‏      | OTL            |
| 174        | Alice Towers ‏       | 71             |
| 175        | Jesse Vandenbulcke ‏ | OTL            |

| اركيا للسيدات ‏ ARK | اركيا للسيدات ‏ ARK  | اركيا للسيدات ‏ ARK |
| ------------------ | ------------------- | ------------------ |
| م                  | عداء                | مرتبة              |
| 181                | Morgane Coston ‏     | 32                 |
| 182                | بولين ألين          | لم يكمل السباق     |
| 183                | Yuliia Biriukova ‏   | 41                 |
| 184                | Amandine Fouquenet ‏ | لم يكمل السباق     |
| 185                | Typhaine Laurance ‏  | لم يكمل السباق     |
| 186                | Anaïs Morichon ‏     | 34                 |

| لوتو بيليسول للسيدات ‏ LSL | لوتو بيليسول للسيدات ‏ LSL | لوتو بيليسول للسيدات ‏ LSL |
| ------------------------- | ------------------------- | ------------------------- |
| م                         | عداء                      | مرتبة                     |
| 191                       | NED                       | 66                        |
| 192                       | BEL                       | لم يكمل السباق            |
| 193                       | Mieke Docx ‏               | 67                        |
| 194                       | BEL                       | لم يكمل السباق            |
| 195                       | Elise vander Sande‏        | لم يكمل السباق            |
| 196                       | Kylie Waterreus ‏          | لم يكمل السباق            |

| Cofidis Women Team ‏ COF | Cofidis Women Team ‏ COF  | Cofidis Women Team ‏ COF |
| ----------------------- | ------------------------ | ----------------------- |
| م                       | عداء                     | مرتبة                   |
| 201                     | Sandra Levenez ‏          | 25                      |
| 202                     | Alana Castrique ‏         | OTL                     |
| 203                     | Cédrine Kerbaol ‏         | 54                      |
| 204                     | Rachel Neylan ‏           | 47                      |
| 205                     | Gabrielle Pilote Fortin ‏ | لم يكمل السباق          |

| بنجوال شوفالمير ‏ BCV | بنجوال شوفالمير ‏ BCV | بنجوال شوفالمير ‏ BCV |
| -------------------- | -------------------- | -------------------- |
| م                    | عداء                 | مرتبة                |
| 211                  | Lotte Claes ‏         | 56                   |
| 212                  | Lenny Druyts ‏        | لم يكمل السباق       |
| 213                  | Olha Kulynych ‏       | OTL                  |
| 214                  | BEL                  | لم يكمل السباق       |

| بيبينك ‏ BPK | بيبينك ‏ BPK      | بيبينك ‏ BPK    |
| ----------- | ---------------- | -------------- |
| م           | عداء             | مرتبة          |
| 221         | ITA              | لم يكمل السباق |
| 222         | ITA              | لم يكمل السباق |
| 223         | Markéta Hájková ‏ | OTL            |
| 224         | ITA              | OTL            |
| 226         | Matilde Vitillo ‏ | OTL            |

| Andy Schleck–CP NVST–Immo Losch ‏ ASC | Andy Schleck–CP NVST–Immo Losch ‏ ASC | Andy Schleck–CP NVST–Immo Losch ‏ ASC |
| ------------------------------------ | ------------------------------------ | ------------------------------------ |
| م                                    | عداء                                 | مرتبة                                |
| 231                                  | Maite Barthels ‏                      | لم يكمل السباق                       |
| 232                                  | Nina Berton ‏                         | 72                                   |
| 233                                  | LUX                                  | OTL                                  |
| 234                                  | Zsófia Szabó ‏                        | لم يكمل السباق                       |

## التصنيف العام النهائي
| التصنيف العام         | التصنيف العام            | التصنيف العام | التصنيف العام             | التصنيف العام |
| العداء                | العداء                   | البلد         | الفريق                    | الوقت         |
| --------------------- | ------------------------ | ------------- | ------------------------- | ------------- |
| 1                     | أنيميك فان فليوتن        | هولندا        | موفيستار للسيدات ‏         | 3 س 52 د 32 ث |
| 2                     | غريس براون               | أستراليا      | FDJ–Suez ‏                 | + 43 ث        |
| 3                     | ديمي فوليرينغ            | هولندا        | إس دي وركس ‏               | + 43 ث        |
| 4                     | آشلي مولمان              | جنوب أفريقيا  | إس دي وركس ‏               | + 43 ث        |
| 5                     | إليسا ونغو بورغيني       | إيطاليا       | Lidl–Trek (women's team) ‏ | + 43 ث        |
| 6                     | مارتا كافالي             | إيطاليا       | FDJ–Suez ‏                 | + 47 ث        |
| 7                     | أرلينيس سيرا             | كوبا          | موفيستار للسيدات ‏         | + 1 د 58 ث    |
| 8                     | ليان ليبرت               | ألمانيا       | فريق سنويب للسيدات ‏       | + 1 د 58 ث    |
| 9                     | Katarzyna Niewiadoma     | بولندا        | كانيون–إس آر إيه إم ‏      | + 1 د 58 ث    |
| 10                    | أماندا سبرات             | أستراليا      | Liv AlUla Jayco ‏          | + 1 د 58 ث    |
| 11                    | Pauliena Rooijakkers ‏    | هولندا        | كانيون–إس آر إيه إم ‏      | + 1 د 58 ث    |
| 12                    | جولييت لابوس             | فرنسا         | فريق سنويب للسيدات ‏       | + 2 د 05 ث    |
| 13                    | مارغريتا فيكتوريا غارسيا | إسبانيا       | يو أي أيه تيم ‏            | + 2 د 55 ث    |
| 14                    | أنوسكا كوستر             | هولندا        | جامبو فيسما للسيدات ‏      | + 2 د 55 ث    |
| 15                    | ثريا بالادين             | إيطاليا       | كانيون–إس آر إيه إم ‏      | + 2 د 55 ث    |
| 16                    | شيرين فان أنروي          | هولندا        | Lidl–Trek (women's team) ‏ | + 2 د 55 ث    |
| 17                    | أني سانستيبان            | إسبانيا       | Liv AlUla Jayco ‏          | + 2 د 55 ث    |
| 18                    | Niamh Fisher-Black ‏      | نيوزيلندا     | إس دي وركس ‏               | + 2 د 55 ث    |
| 19                    | Yara Kastelijn ‏          | هولندا        | بلانتور بورا سيلينج تيم ‏  | + 2 د 55 ث    |
| 20                    | Évita Muzic ‏             | فرنسا         | FDJ–Suez ‏                 | + 2 د 55 ث    |
| مصدر: ProCyclingStats |                          |               |                           |               |

### تصنيف النقاط
| تصنيف النقاط          | تصنيف النقاط         | تصنيف النقاط | تصنيف النقاط              | تصنيف النقاط |
| العداء                | العداء               | البلد        | الفريق                    | النقاط       |
| --------------------- | -------------------- | ------------ | ------------------------- | ------------ |
| 1                     | لوت كوبيكي           | بلجيكا       | إس دي وركس ‏               | 1680 نقطة    |
| 2                     | إليسا بالسامو        | إيطاليا      | Lidl–Trek (women's team) ‏ | 1636 نقطة    |
| 3                     | أنيميك فان فليوتن    | هولندا       | موفيستار للسيدات ‏         | 1580 نقطة    |
| 4                     | مارتا كافالي         | إيطاليا      | FDJ–Suez ‏                 | 1152 نقطة    |
| 5                     | ديمي فوليرينغ        | هولندا       | إس دي وركس ‏               | 912 نقطة     |
| 6                     | آشلي مولمان          | جنوب أفريقيا | إس دي وركس ‏               | 888 نقطة     |
| 7                     | إليسا ونغو بورغيني   | إيطاليا      | Lidl–Trek (women's team) ‏ | 876 نقطة     |
| 8                     | لورينا ويبيس         | هولندا       | فريق سنويب للسيدات ‏       | 720 نقطة     |
| 9                     | مارتا باستيانيلي     | إيطاليا      | يو أي أيه تيم ‏            | 692 نقطة     |
| 10                    | Katarzyna Niewiadoma | بولندا       | كانيون–إس آر إيه إم ‏      | 636 نقطة     |
| مصدر: ProCyclingStats |                      |              |                           |              |

## تصنيف الفرق

### الفرق حسب النقاط
| ترتيب الفرق حسب النقاط | ترتيب الفرق حسب النقاط              | ترتيب الفرق حسب النقاط   | ترتيب الفرق حسب النقاط |
| الفريق                 | الفريق                              | البلد                    | النقاط                 |
| ---------------------- | ----------------------------------- | ------------------------ | ---------------------- |
| 1                      | إس دي وركس 2022 ‏                    | هولندا                   | 5028 نقطة              |
| 2                      | Trek-Segafredo ‏                     | الولايات المتحدة         | 3293 نقطة              |
| 3                      | FDJ-Nouvelle Aquitaine-Futuroscope ‏ | فرنسا                    | 2684 نقطة              |
| 4                      | موفيستار للسيدات 2022 ‏              | إسبانيا                  | 2584 نقطة              |
| 5                      | كانيون–إس آر إيه إم ريسينغ 2022 ‏    | ألمانيا                  | 2136 نقطة              |
| 6                      | Team DSM                            | هولندا                   | 1900 نقطة              |
| 7                      | يو أي أيه تيم 2022 ‏                 | الإمارات العربية المتحدة | 1780 نقطة              |
| 8                      | جامبو فيسما للسيدات 2022 ‏           | هولندا                   | 1125 نقطة              |
| 9                      | فالكار ترافل سيرفس 2022 ‏            | إيطاليا                  | 776 نقطة               |
| 10                     | Team BikeExchange ‏                  | أستراليا                 | 552 نقطة               |
| مصدر: ProCyclingStats  |                                     |                          |                        |

## تصانيف فرعية

### تصنيف أفضل شاب
| تصنيف أفضل شاب        | تصنيف أفضل شاب      | تصنيف أفضل شاب  | تصنيف أفضل شاب            | تصنيف أفضل شاب |
| العداء                | العداء              | البلد           | الفريق                    | الوقت          |
| --------------------- | ------------------- | --------------- | ------------------------- | -------------- |
| 1                     | شيرين فان أنروي     | هولندا          | Lidl–Trek (women's team) ‏ |                |
| 2                     | فايفر جورجي         | المملكة المتحدة | فريق سنويب للسيدات ‏       |                |
| 3                     | Niamh Fisher-Black ‏ | نيوزيلندا       | إس دي وركس ‏               |                |
| 4                     | Mischa Bredewold ‏   | هولندا          | باركهوتل فالكنبورغ ‏       |                |
| 5                     | Julia Borgström ‏    | السويد          | إن إكس تي جي ريسينغ ‏      |                |
| 6                     | Lonneke Uneken ‏     | هولندا          | إس دي وركس ‏               |                |
| 7                     | Silke Smulders ‏     | هولندا          | ليف ريسينغ ‏               |                |
| 8                     | Femke Gerritse ‏     | هولندا          | باركهوتل فالكنبورغ ‏       |                |
| 9                     | Victoire Berteau ‏   | فرنسا           | Cofidis Women Team ‏       |                |
| 10                    | Maike van der Duin ‏ | هولندا          | دروبز ‏                    |                |
| مصدر: ProCyclingStats |                     |                 |                           |                |

## وصلات خارجية
- لمحة عن سباق لييج-باستون-لييج للسيدات 2022 على موقع  ProCyclingStats   (برو  سايكلنج  ستاتس) - إحصاءات  محترفي  الدراجات.
- لييج-باستون-لييج للسيدات 2022 على موقع إحصائيات الدراجات الإحترافية (الإنجليزية)